# اندیس خارستان ۲
خارستان ۲ یک اندیس فلزی است که در حوالی شهر نوک آباد استان سیستان و بلوچستان قرار دارد و مادهٔ معدنی موجود در آن، سرب و روی است.  